# Новая Сечь (Сумская область)
Новая Сечь (укр. Нова Січ) — село, Кияницкий сельский совет, Сумский район, Сумская область, Украина.
Код КОАТУУ — 5924785905. Население по переписи 2001 года составляло 373 человека. В апреле 2025 года в селе проживало 28 человек.

## Географическое положение
Село Новая Сечь находится на одном из истоков реки Олешня, ниже по течению на расстоянии в 1 км расположен посёлок Кияница. На расстоянии да 1 км расположены сёла Корчаковка и Храповщина. Рядом проходит автомобильная дорога Н-07.

## Объекты социальной сферы
- Школа.

## Достопримечательности
- Братская могила советских воинов.